# Albano Sant'Alessandro
Albano Sant'Alessandro là một đô thị ở tỉnh Bergamo, vùng Lombardia, Italia.

## Các đô thị giáp ranh
- Torre de' Roveri
- San Paolo d'Argon
- Montello
- Bagnatica
- Brusaporto
- Seriate
- Pedrengo